# Rafaela Chacón Nardi
Rafaela Chacón Nardi (1926-2001) là nhà thơ và là nhà giáo dục người Cuba. Bà là tác giả của hơn 30 quyển sách. Năm 1971, theo lời đề nghị của UNESCO, bà đã thành lập Grupo de Expresión Creadora (Nhóm bộc lộ khả năng sáng tạo). Bà chỉ đạo Clubes de Promoción a la Lectura (Câu lạc bộ nâng cao nhận thức đọc sách) cho thanh thiếu niên mù và thị lực kém tại Cuba. Bà đã được nhận huy chương Alejo Carpentier.

## Tiểu sử
Nardi sinh ra tại Havana, Cuba vào ngày 24 tháng 2 năm 1926. Bà đã học để trở thành giáo viên và sau đó trở thành giáo sư tại Escuela Normal para Maestros, Universidad de La Habana và Universidad Las Villas..
Năm 1948, bà cho xuất bản tuyển tập thơ đầu tiên Journey to the Dream. Tác phẩm đã được tái bản vào năm 1957, bao gồm cả một lá thư của Gabriela Mistral với nội dung ca ngợi thơ ca.
Năm 1971, dựa vào sự quan tâm của bà với lĩnh vực thiết kế và phát triển các hoạt động giáo dục cho trẻ em khuyết tật, bà thành lập tổ chức Grupo de Expresión Creadora. Nardi cũng đã tổ chức các hội thảo dành cho trẻ em để tổ chức nghiên cứu, tìm hiểu về các tác phẩm của José Martí.
Nardi mất vào ngày 11 tháng 3 năm 2001 ở Havana, Cuba.

## Ấn phẩm tiêu biểu
Các ấn phẩm của bà gồm có:
- Viaje al sueño (1948 và tái bản mở rộng năm 1957)
- Del silencio y las voces (1978)
- Coral del aire (1982)
- Una mujer desde su isla canta (1994)
- Vuelta de hoja (1995)
- Mínimo paraíso (1997)
- Del íntimo esplendor (2000)
- Ámbito de amar (posthumous, 2006)